# WEBラジ☆ショッピングマスター
WEBラジ☆ショッピングマスター（ウェブラジ ショッピングマスター）は、Xbox 360版THE IDOLM@STERから派生したインターネットラジオ番組。2007年3月23日から2007年7月27日まで更新されていた。THE 

IDOLM@STER公式サイト内「マーケットプレース」にて配信。毎週金曜日更新。全18回。

## パーソナリティ
パーソナリティはTHE IDOLM@STERに登場するキャラクターがつとめるという設定。
天海春香
声：中村繪里子
星井美希
声：長谷川明子
双海亜美・真美
声：下田麻美
※プロデューサー限定配信という設定のため、この番組に限り、双海亜美と真美が一緒に出演している。

## 番組内容
Xbox 360版THE IDOLM@STERのダウンロードコンテンツ「アイマスカタログ」の中から、パーソナリティがコンテンツを選出し番組内で紹介する。

※第18回（最終回）はパーソナリティ役を務めた声優陣による座談会形式のため、コンテンツの紹介は無し。

### 紹介されたコンテンツ
| 放送回        | コンテンツ名                                                   | 掲載号     | カテゴリ                          |
| ------------- | -------------------------------------------------------------- | ---------- | --------------------------------- |
| 第1回         | エクササイズウェア                                             | 第3号      | EXTEND系衣装                      |
| 第2回         | ホワイトスケイル                                               | 第3号      | オリジナル衣装                    |
| 第3回         | 穴掘りシリーズ一式                                             | 第3号      | オリジナルアクセサリ              |
| 第4回         | ひな人形ヘッド クマチャンポシェット                            | 第3号      | オリジナルアクセサリ              |
| 第5回         | アイドラ                                                       | 第4号 以降 | オリジナルミニドラマ              |
| 第6回         | ワンダーモモ                                                   | 第4号      | EXTEND系衣装                      |
| 第7回         | ジャージ カジュアル                                            | 第4号      | EXTEND系衣装                      |
| 第8回         | 武士シリーズ一式                                               | 第4号      | オリジナルアクセサリ              |
| 第9回         | リシテアコマチ                                                 | 第4号      | オリジナル衣装                    |
| 第10回        | チアガール ピンクのポンポン                                    | 第5号      | EXTEND系衣装 オリジナルアクセサリ |
| 第11回        | ラジットオレンジ ブラッドレザー ロゼットネビュラ               | 第5号      | オリジナル衣装                    |
| 第12回        | 赤ちゃんシリーズ一式                                           | 第5号      | オリジナルアクセサリ              |
| 第13回        | 石こうアーム                                                   | 第5号      | オリジナルアクセサリ              |
| 第14回 第15回 | グラビアミズギ スクールミズギ                                  | 第6号      | EXTEND系衣装                      |
| 第15回        | ねねこシリーズ一式                                             | 第6号      | オリジナルアクセサリ              |
| 第16回        | ガーデニングフィールド フェイクライダー ギャラクティックブーケ | 第6号      | オリジナル衣装                    |
| 第17回        | 結婚首輪                                                       | 第6号      | オリジナルアクセサリ              |

#### 備考
- 基本はTVショッピング形式での進行だが、パーソナリティが暴走した結果ほとんど紹介にならず終了することが多々ある。また、この番組から直接アイテムの購入はできない（Xbox Liveに接続して購入する）。あくまでもこうした設定で展開されるミニドラマである。[要出典]
- 出演アイドルにまつわるネット上の話題をシナリオに取り入れていることがある（第6回、第11回など）。
- なぜか765プロダクションの高木社長が様々な部分で番組に関わっている（出演はしていない）。
- 2010年に発売されたCD『THE IDOLM@STER VOCAL COLLECTION』内で、この番組を踏襲したコーナー「CDラジ☆ショッピングマスター」が登場している。内容は商品案内ではなくCDに収録された曲の解説。出演は天海春香（声：中村繪里子）、星井美希（声：長谷川明子）、高槻やよい（声：仁後真耶子）